# Assad Al Hamlawi
Assad Al Hamlawi (Svédország, 2000. október 27. –) svéd-palesztin labdarúgó, a Varbergs BoIS csatárja.

## Pályafutása
Hamlawi Svédországban született palesztin szülőktől. Az ifjúsági pályafutását az Ängelholm akadémiájánál kezdte.
2017-ben mutatkozott be az Ängelholm harmadosztályban szereplő felnőtt csapatában. 2019-ig összesen 18 mérkőzésen 14 gólt ért el. 2020. január 1-jén négy éves szerződést kötött az első osztályú Helsingborg együttesével. Először a 2020. július 6-ai, Djurgårdens elleni mérkőzés 90. percében Rasmus Jönsson cseréjeként lépett pályára. Két fordulóval később, 2020. július 15-én, a Göteborg ellen 1–1-es döntetlennel zárult bajnokin szerezte. A 2022-es szezon második felében a Jönköpings Södránál szerepelt kölcsönben. 2023. január 8-án a Varbergs BoIS-hoz írt alá.

## Statisztikák
2022. november 5. szerint
| Klub                          | Szezon   | Osztály     | Bajnokság | Bajnokság | Kupa  | Kupa | Nemzetközi | Nemzetközi | Összesen | Összesen |
| Klub                          | Szezon   | Osztály     | Meccs     | Gól       | Meccs | Gól  | Meccs      | Gól        | Meccs    | Gól      |
| ----------------------------- | -------- | ----------- | --------- | --------- | ----- | ---- | ---------- | ---------- | -------- | -------- |
| Helsingborg                   | 2020     | Allsvenskan | 9         | 1         | 0     | 0    | —          | —          | 9        | 1        |
| Helsingborg                   | 2021     | Superettan  | 20        | 3         | 0     | 0    | —          | —          | 20       | 3        |
| Helsingborg                   | 2022     | Allsvenskan | 10        | 1         | 0     | 0    | —          | —          | 10       | 1        |
| Helsingborg                   | Összesen | Összesen    | 39        | 5         | 0     | 0    | 0          | 0          | 39       | 5        |
| Jönköpings Södra (kölcsönben) | 2022     | Superettan  | 10        | 2         | 0     | 0    | —          | —          | 10       | 2        |
| Összesen                      | Összesen | Összesen    | 49        | 7         | 0     | 0    | 0          | 0          | 49       | 7        |

## Sikerei, díjai
Helsingborg
- Superettan
  - Feljutó (1): 2021